# گل‌کوب کاکل‌زیتونی

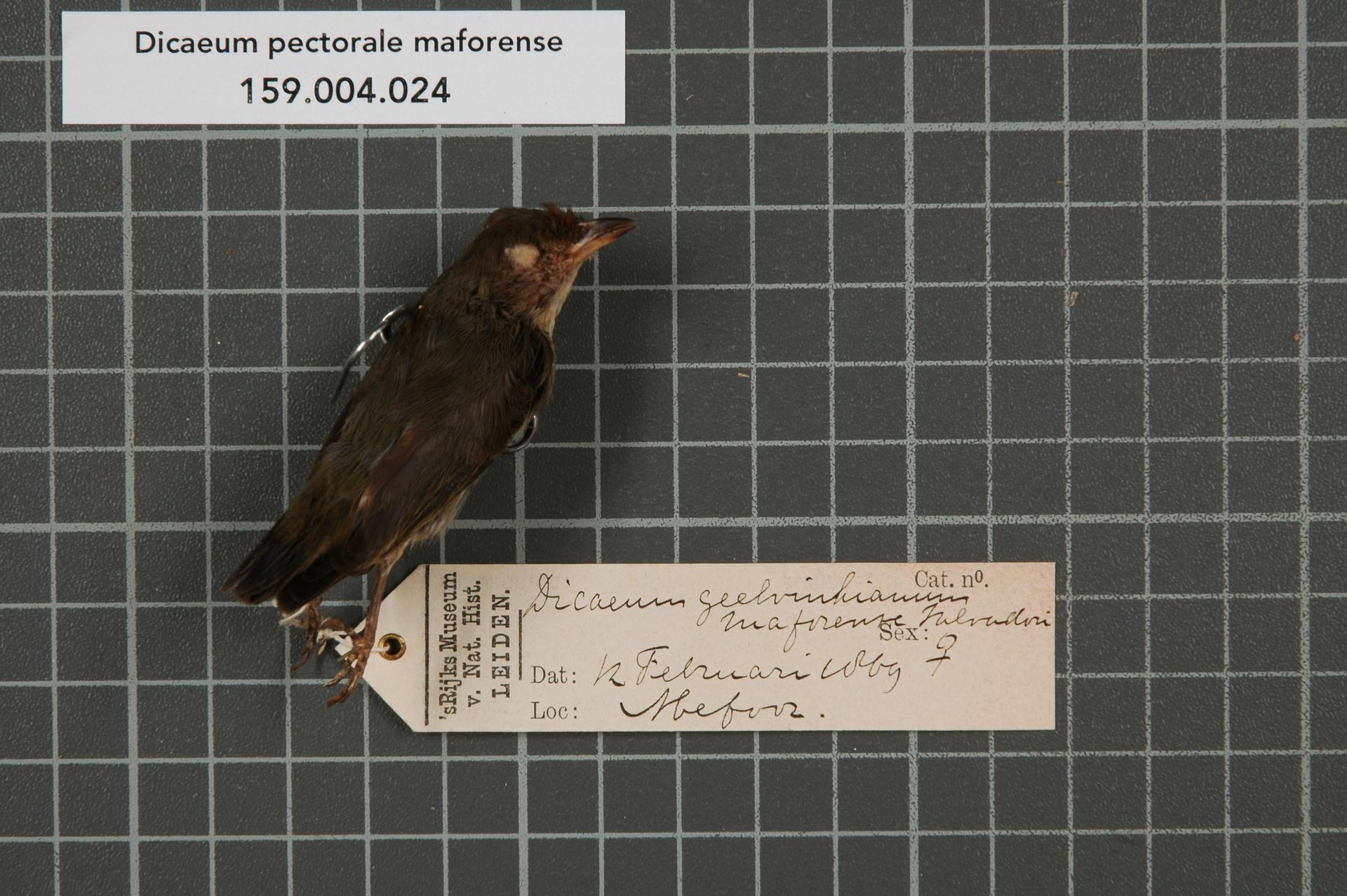
یکی از نمونه‌های گل‌کوب‌ها پرنده‌ای‌ست به نام گل‌کوب کاکل زیتونی.

گل‌کوب کاکل‌زیتونی (نام علمی: Dicaeum pectorale) نام یک گونه از سرده گل‌کوب‌های اصلی است.